# Свон-Веллі (Айдахо)
Свон-Веллі (англ. Swan Valley) — місто в окрузі Бонневілл, штат Айдахо, США. Є частиною агломерації Айдахо-Фоллс. Згідно з переписом 2010 року населення становило 204 особи, що на 9 осіб менше, ніж 2000 року.

## Географія
Свон-Веллі розташований за координатами 43°26′35″ пн. ш. 111°19′32″ зх. д. / 43.44306° пн. ш. 111.32556° зх. д. (43.443095, -111.325475).  За даними Бюро перепису населення США в 2010 році місто мало площу 30,10 км², з яких 29,81 км² — суходіл та 0,30 км² — водойми.

## Демографія

### Перепис 2010 року
Згідно з переписом 2010 року, у місті проживало 204 осіб у 92 домогосподарствах у складі 66 родин. Густота населення становила 6,8 особи/км². Було 135 помешкань, середня густота яких становила 4,5/км². Расовий склад міста: 96,6 % білих, 1,0 % індіанців, 0,5 % азіатів, 1,5 % інших рас, а також 0,5 % людей, які зараховують себе до двох або більше рас. Іспанці та латиноамериканці незалежно від раси становили 1,5 % населення.
Із 92 домогосподарств 20,7 % мали дітей віком до 18 років, які жили з батьками; 65,2 % були подружжями, які жили разом; 3,3 % мали господиню без чоловіка; 3,3 % мали господаря без дружини і 28,3 % не були родинами. 26,1 % домогосподарств складалися з однієї особи, в тому числі 14,2 % віком 65 і більше років. У середньому на домогосподарство припадало 2,22 мешканця, а середній розмір родини становив 2,67 особи.
Середній вік жителів міста становив 47,8 року. Із них 18,1 % були віком до 18 років; 4,4 % — від 18 до 24; 21,5 % від 25 до 44; 35,3 % від 45 до 64 і 20,6 % — 65 років або старші. Статевий склад населення: 50,0 % — чоловіки і 50,0 % — жінки.
Середній дохід на одне домашнє господарство  становив 51 648 доларів США (медіана — 50 833), а середній дохід на одну сім'ю — 54 176 доларів (медіана — 59 250). За межею бідності перебувало 0,0 % осіб, у тому числі 0,0 % дітей у віці до 18 років та 0,0 % осіб у віці 65 років та старших.
Цивільне працевлаштоване населення становило 56 осіб. Основні галузі зайнятості: мистецтво, розваги та відпочинок — 35,7 %, будівництво — 21,4 %, сільське господарство, лісництво, риболовля — 14,3 %.

### Перепис 2000 року
Згідно з переписом 2000 року, в місті проживало 213 осіб у 79 домогосподарствах у складі 57 родин. Густота населення становила 8,0 особи/км². Було 117 помешкань, середня густота яких становила 4,4/км². Расовий склад міста: 91,08 % білих, 0,47 % індіанців, 0,47 % азіатів, 1,41 % інших рас і 6,57 % людей, які зараховують себе до двох або більше рас. Іспанці та латиноамериканці незалежно від раси становили 2,35 % населення.
Із 79 домогосподарств 26,6 % мали дітей віком до 18 років, які жили з батьками; 69,6 % були подружжями, які жили разом; 1,3 % мали господиню без чоловіка, і 26,6 % не були родинами. 19,0 % домогосподарств складалися з однієї особи, в тому числі 11,4 % віком 65 і більше років. У середньому на домогосподарство припадало 2,70 мешканця, а середній розмір родини становив 3,16 особи.
Віковий склад населення: 25,8 % віком до 18 років, 4,2 % від 18 до 24, 23,5 % від 25 до 44, 27,7 % від 45 до 64 і 18,8 % років і старші. Середній вік жителів — 40 років. Статевий склад населення: 49,3 % — чоловіки і 50,7 % — жінки.
Середній дохід домогосподарств у місті становив US$37 083, родин — $41 071. Середній дохід чоловіків становив $37 083 проти $17 813 у жінок. Дохід на душу населення в місті був $18 527. Приблизно 3,8 % родин і 9,2 % населення перебували за межею бідності, включаючи 14,3 % віком до 18 років і 5,7 % від 65 і старших.